# أرتورو مورانو
أرتورو مورانو(بالإسبانية:Arturo Moreno)(بلنسيا 10مايو1909م - برشلونة 25يونيو1993م)
هو كاتب القصص المصورة (قصص مصورة)، والرائد الإسباني للرسوم المتحركة حتى مجئ لحظة تشبيهه بويلت ديزني الإسباني. ومن بين أعماله البارزة فيلمه "جاربنسيتا دي لامنتشا"، وأول المدينة، وسلسلة القصص المصورة "الخدع الهائلة لجرومين وميكي والعجوزه موك والكلب مووك، فضلاًعن عمله كرئيس لمجلة كي كي أو (KKO) للأطفال، حيث كان يعمل بها كتاب آخرون معروفون ، يتشابه أسلوبه الفني مع أسلوب كلاً من كابريرو أرنال، وڤالنتين كاستانيز. هاجر إلى فانزويلا حيث قام بعمل رسوم متحركة لصالح المؤسسة السينمائية الفنزويلية بوليڤر فيلم. وفقاً لما قاله خيسوس كوادراو وغيره من الكُتاب أن أرتورو كان يوقع على رسوماته باسم مورا.

## السيرة الذاتية

### بداياته المهنية
في الثامنة من عمره انتقل مع عائلته للعيش في برشلونة، حيث قام بكورسات عن الرسم في أكاديمية بايكساس. كما عمل في مجلات أسبوعية، ولكنه كان لا يمتلك شهرة بين الآخرين، وعام 1924م بدأ العمل كرسام كاريكاتير وكاتب هزلي للقصص المصورة في المجلة القصصية بولجارسي، ومجلة تي بي أو (TBO) ، كما قام بعمل صور الكتالوج العام ديسكوس أوديون. وفي عام 1929م قام لأول معرض له في بيت دالماو. وفي نهايات هذا العقد بدأ اهتمامه بالرسوم المتحركة بعد رأيته للفيلم القصير القط فيليكس، وفي عام1930م أنتج أولى أعماله في هذا المجال وهو فيلمه الأعلاني القصير بالأبيض والأسود، والذي بالكاد لا يتعدى الدقيقة، وذلك لصالح مؤسسة نيليا للشيكولاته.

وتُعد سنوات ما قبل الحرب الأهلية الإسبانية هي ذروة نشاطه لنشر رسوماته بالمجلات الكتالونية كأكسوت، ومجلة إن باتوڤيت، ومجلة بابيتو، وميكي، وبوتشولو. وكان يعتبر واحداً من أهم الكُتاب إلى جانب كابريرو أرنال، وخايمي توماس. كما تعاون في مرحلته الأولى مع مجالات أطفال أخرى معروفة آنذاك مثل مجلة لا إسكيتاكس، وتشيكوس.
وتعتبر «الخدع الهائلة لجرومين وميكي والعجوز موك والكلب مووك» هي سلسلة أعماله الأكثر شهرة، والتي بدأ نشرها في سبتمبر عام 1934 بمجلة بوتشولو بسعر 2بزيتة، والتي تم ضمها فيما بعد في ألبومين للقصص المصورة. كما مارس الرسم الواقعي في مجموعة المغامرات والعجوزه.

## أعماله
تم عرض أعماله القصصية مرتين في بيت دالماو، عُرِضَ في المرة الأولى رسوماته المتحركة في الأيام ما بين 16 إلى 29من شهر مارس1929م بحجم 17×12سم، حيث ضمت أيضاً صورة كاريكاتيرية له موقعه من كاستاليز، وفي المعرض الثاني كان ما بين 7إلى21مارس 1936م، حيث تم عرض نحو350صورة هزلية بحجم14,8×11,2سم، بالإضافة إلى ربط تلك الرسومات بمعروضات أخرى في تلك الأيام.

## روابط خارجية
- أرتورو مورانو على موقع IMDb (الإنجليزية)